# STS-37

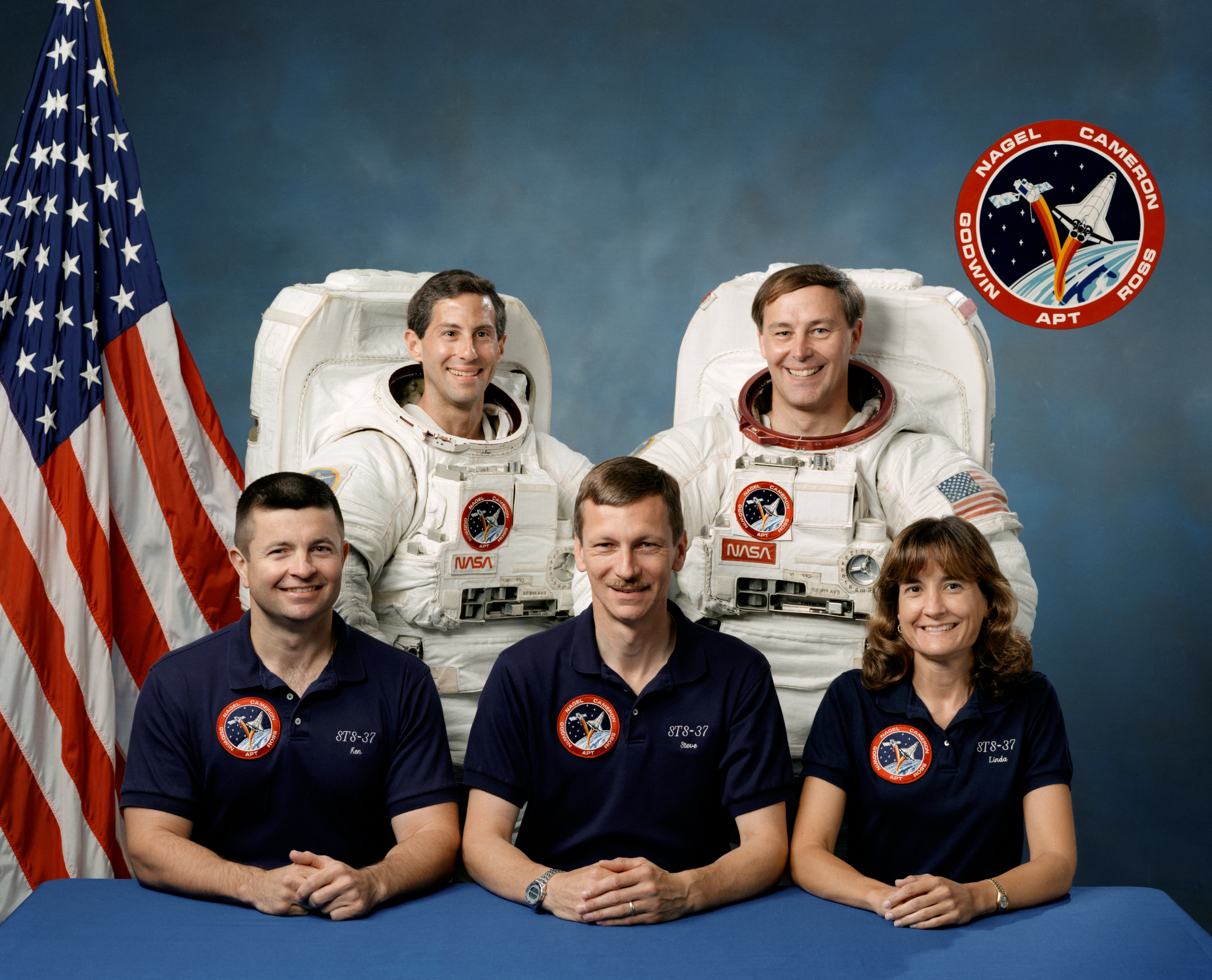
Екіпаж STS-37. Зліва-на право: К. Камерон, Дж. Епт, С. Нейгел, Дж. Росс й Л. Годвін

STS-37 — космічний політ БТКК «Атлантіса» за програмою «Спейс Шаттл» (39-й політ програми і 8-й політ Атлантіса). Основною метою місії був запуск гамма-обсерваторії Телескоп Compton Gamma — Ray Observatory (англ.) на сайті НАСА, другий за величиною з «Великих обсерваторій» НАСА (після Габбла). Примітно, на той час обсерваторія Комптона була найбільшою за корисним навантаженням, серед будь-коли запущених космічних човників — 17 тонн (надалі рекорд перейшов обсерваторії Чандра з розгінним блоком — 22,7 тонни). Під час польоту було здійснено два виходи у відкритий космос загальною тривалістю 10 годин 13 хвилин.

## Екіпаж
- (НАСА): Стівен Нейджел (3)[2] — командир;
- (НАСА): Кеннет Камерон (1) — пілот ;
- (НАСА): Джеррі Росс (3) — фахівець польоту − 1;
- (НАСА): Джером Епт (1) — фахівець польоту − 2;
- (НАСА): Лінда Годвін (1) — фахівець польоту − 3.

## Параметри польоту
- Вантажопідйомність  — 17204 кг;
- Нахил орбіти  — 28,5 °;
- Період звернення  — 93,7 хв;
- Перигей  — 450 км;
- Апогей  — 462 км.

## Корисне навантаження
Основною метою місії STS-37 був запуск обсерваторії Комптона (CGRO, від англ. Compton Gamma Ray Observatory), названої на честь Артура Комптона, лауреата нобелівської премії з фізики. Вироблена компанією TRW (зараз — Нортроп Грумман), обсерваторія пропрацювала до 4 червня 2000.

## Виходи космос
Під час місії астронавтами Джеррі Россом і Джеромом Ептом було здійснено два виходи у відкритий космос:
- 7 квітня, тривалістю 4:00 26 хвилин. Були здійснені роботи з установки антени GRO.
- 8 квітня, тривалістю 5:00 47 хвилин. Проводилося тестування обладнання.

## Емблема
На емблемі місії STS-37 зображені «Космічний човник» і обсерваторія Комптона, з'єднані багатобарвною смугою у формі грецької літери «гамма» (що символізує гамма-випромінювання, для вивчення якого була створена обсерваторія). Групи зірок (три і сім) означають номер місії.

## Галерея

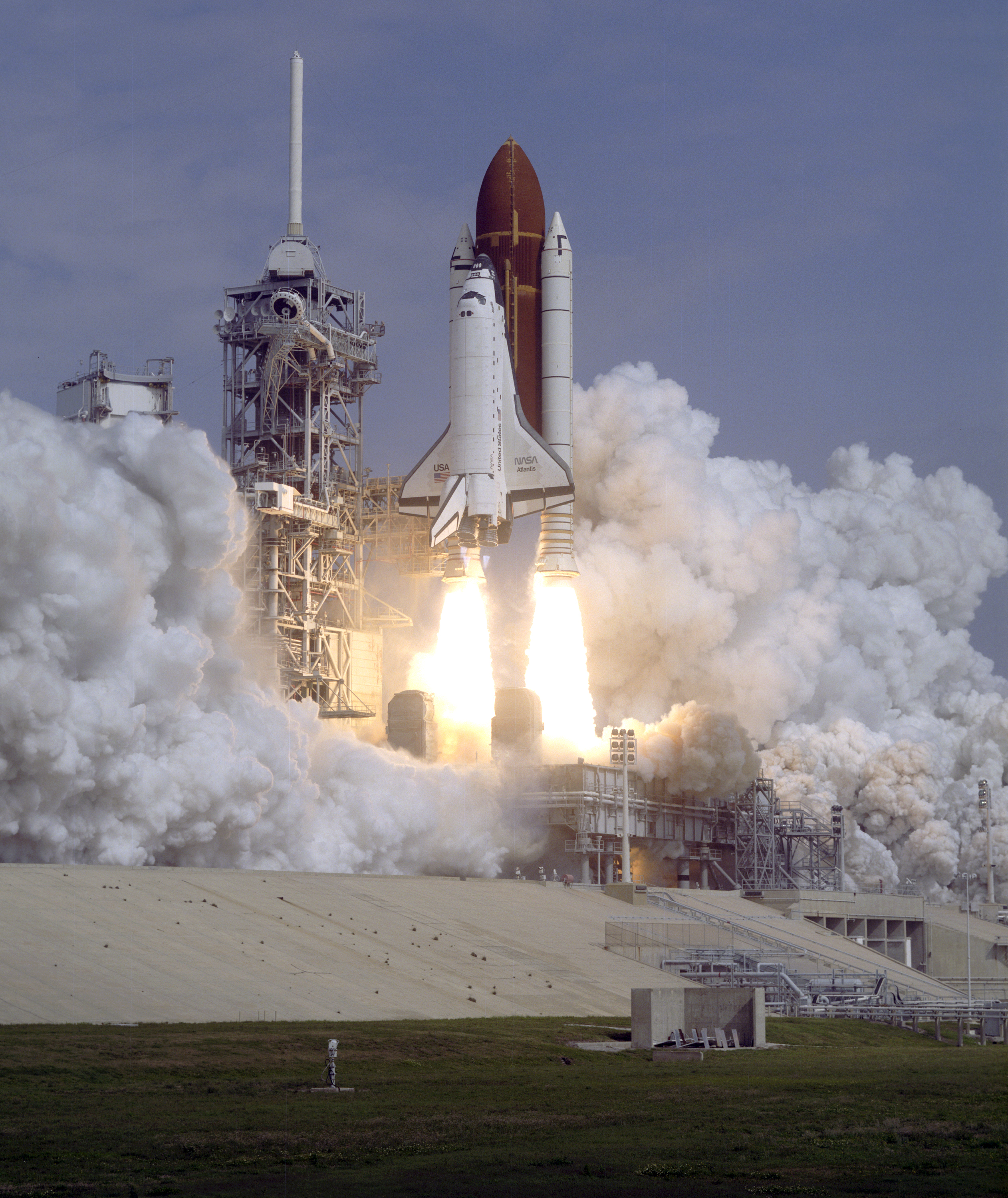
Старт Атлантіса на початку місії STS-37.
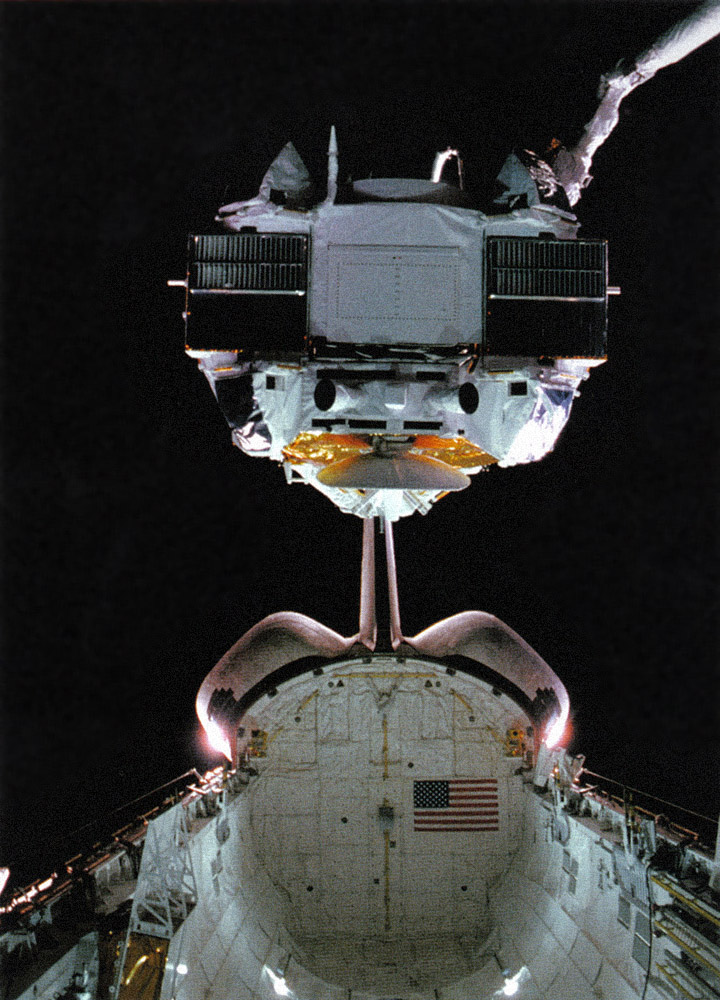
Обсерваторія Комптона витягується з вантажного відсіку.
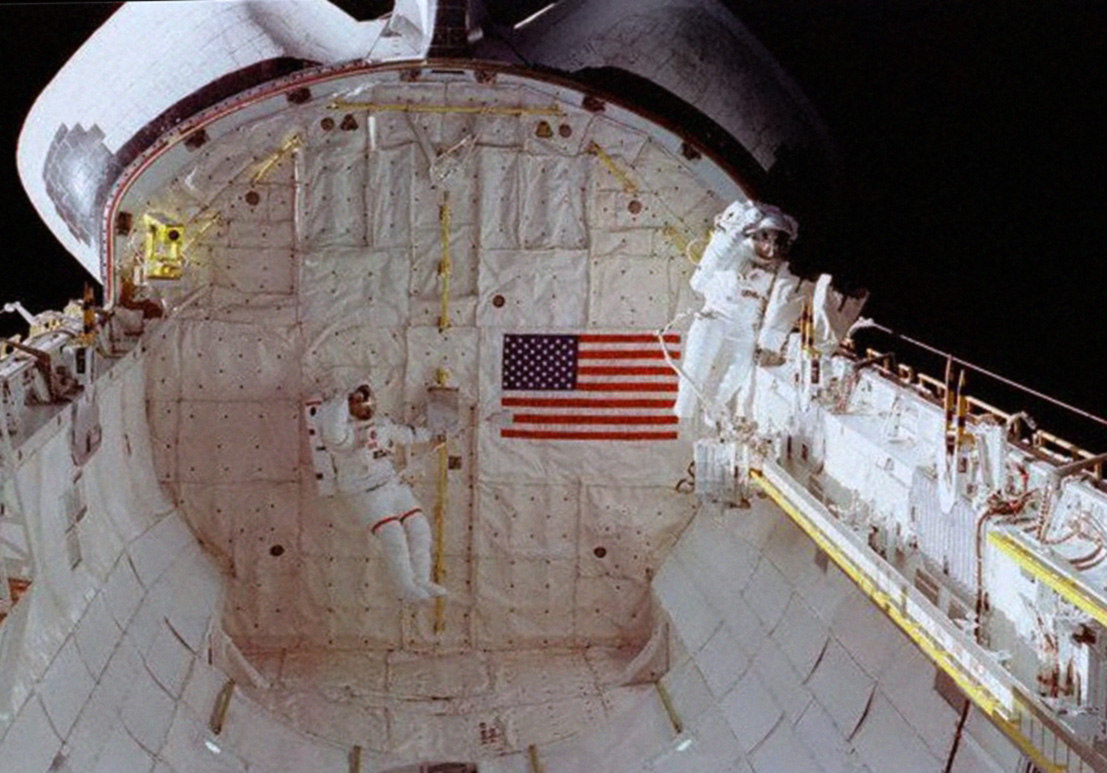
Астронавти Джеррі Росс і Джером Епт під час другого виходу в відкритий космос.
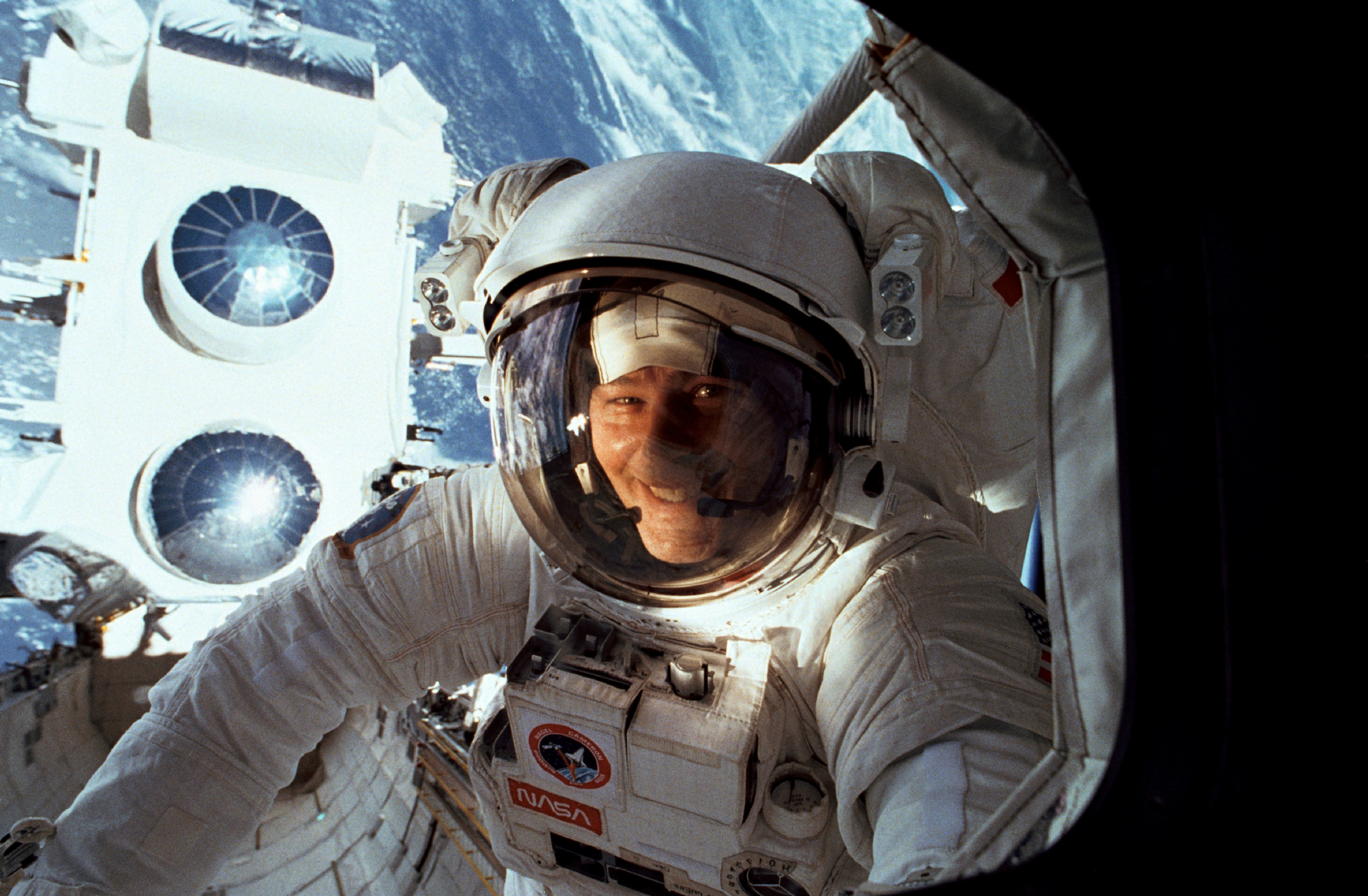
Джері Рос в космосі
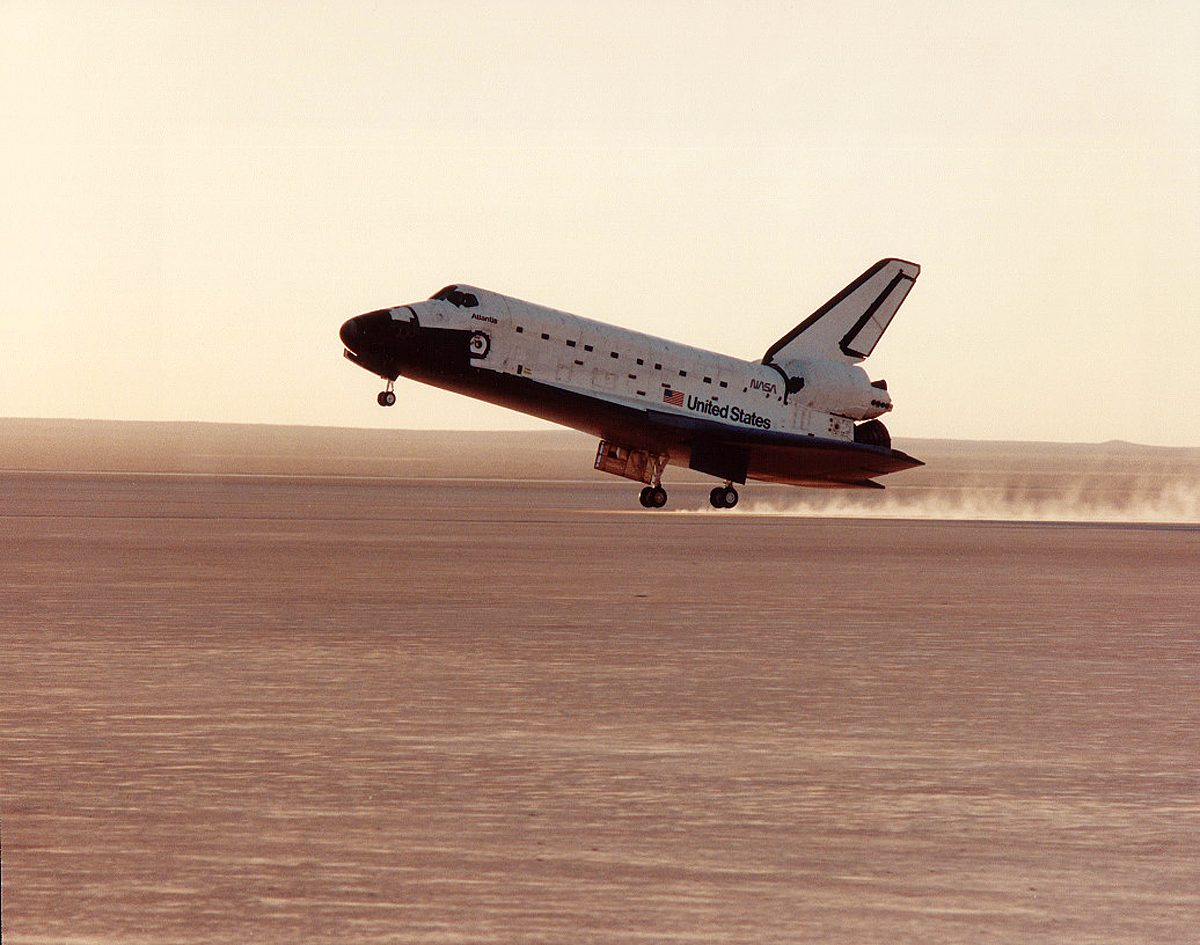
Закінчення місії STS- 37: посадка шаттла на авіабазі Едвардс.